# نوبوناگا شیمازاکی
نوبوناگا شیمازاکی (انگلیسی: Nobunaga Shimazaki; ۶ دسامبر ۱۹۸۸ – ) صداپیشگی در ژاپن، و بازیگر اهل ژاپن بود. وی از سال ۲۰۰۹ میلادی تاکنون مشغول فعالیت بوده‌است.